# Viševek
Viševek je naselje v Občini Loška dolina.

## Prebivalstvo
Etnična sestava 1991:
- Slovenci: 153 (92,8 %)
- Hrvati: 8 (4,8 %)
- Srbi: 1
- Neopredeljeni: 3 (1,8 %)